# Changy (Loira)
Changy es una comuna francesa situada en el departamento de Loira, en la región de Auvernia-Ródano-Alpes.

## Demografía
| 624 | 653 | 616 | 593 | 606 | 582 | 654 |
| Para los censos de 1962 a 1999 la población legal corresponde a la población sin duplicidades (Fuente: INSEE [Consultar]) |     |     |     |     |     |     |